# Tai nạn hàng không T-34 Mentor tại Quito 2009
Vụ tai nạn máy bay tại Quito năm 2009 là sự kiện rớt chiếc máy bay quân sự loại nhỏ Beechcraft T-34 Mentor của Lực lượng Không quân Ecuador tại khu vực Guápulo thuộc Quito, thủ phủ của Ecuador ngày thứ Năm, 19 tháng 3, năm 2009.

## Tai nạn
Chiếc máy bay gặp nạn đã đâm xuống một khu chung cư ngoài Quito, khiến cho 5 người trên máy bay và 2 người dưới mặt đất thiệt mạng. Chiếc máy bay này đang tham gia huấn luyện. Vụ tai nạn xảy ra vào lúc 5:30 chiều (10:30 chiều, giờ phối hợp quốc tế) khi chiếc máy bay đang trên đường đến sân bay Quito từ Manta. Chiếc máy bay còn cách địa điểm hạ cánh khoảng 4 km thì gặp nạn. Nguyên nhân của vụ tai nạn chưa được làm rõ.
Phía bắc toà nhà xảy ra tai nạn là nơi sinh sống của vị Đại sứ Mỹ tại Ecuador. Mặc dù vụ tai nạn xảy ra gần đó nhưng vị Đại sứ Mỹ không bị ảnh hưởng gì. Tổng thống Ecuador Rafael Correa sau đó tới thăm hiện trường vụ tai nạn.

## Thương vong
Nguồn tin của Quân đội Ecuador xác nhận ba người lính trên máy bay bị chết bao gồm: một thiếu tá phi công, một trung uý trợ lái và một thợ máy. Trong số những người tử nạn trên máy bay còn có vợ và con của viên phi công. Hội Chữ thập đỏ Ecuador xác nhận hai người dưới mặt đất cũng bị chết, trong đó có một phụ nữ được xác định là Elena Reascos. Một quan chức Hội chữ thập đỏ nói đã tìm thấy xác của tất cả bảy nạn nhân. Tuy nhiên, người ta lo ngại rằng sẽ còn thêm nạn nhân trong đống đổ nát.